# 河野里美
河野 里美（こうの さとみ、1981年 - ）は日本の影絵作家、芸術家。

## 概要
大阪府富田林市生まれ。大阪芸術大学芸術学部映像学科を卒業し、2005年から独自で影絵の創作活動を開始。
映画『未成年だけどコドモじゃない』では絵本作画を担当し、2020年11月には映画『滑走路』の劇中用に萩原慎一郎の短歌をイメージした「重力と恩寵と」を制作した。

## 作品
- 映画『滑走路』2020年11月 演技指導・切り絵制作 (2020年)
- 『藤子不二雄Ⓐ展 －Ⓐの変コレクション－』作品制作 (2018年)
- 映画『未成年だけどコドモじゃない』絵本作画(2017年)
- あべのハルカス展望台「天空の影絵～北斎の世界～」装飾 (2017年)[4]
- 明治村聖ヨハネ教会堂 ステンドグラスツリー常設展示作品制作 (2016年)
- 『ディズニー全国巡回展「パワー・オブ・プリンセス展」』コラボレーション作品制作 (2016年)

## メディア
- テレビ朝日「デザイン・コード」2016年10月1日放送